# Бялогуже
Бялогуже (пол. Białogórze, нім. Lichtenberg) — село в Польщі, у гміні Згожелець Згожелецького повіту Нижньосілезького воєводства.
Населення — 222 особи (2011).
У 1975-1998 роках село належало до Єленьогурського воєводства.

## Демографія
Демографічна структура станом на 31 березня 2011 року:
|          | Загалом | Допрацездатний вік | Працездатний вік | Постпрацездатний вік |
| -------- | ------- | ------------------ | ---------------- | -------------------- |
| Чоловіки | 114     | 27                 | 76               | 11                   |
| Жінки    | 108     | 16                 | 67               | 25                   |
| Разом    | 222     | 43                 | 143              | 36                   |